# Quincy Jones
Quincy Delight Jones Jr. (Chicago, 14 de marzo de 1933-Los Ángeles, 3 de noviembre de 2024), conocido como Quincy Jones o Q, fue un trompetista, compositor, director de orquesta, arreglista y productor estadounidense. 
Fue el productor principal de Michael Jackson, de quien produjo los álbumes Off The Wall (1979), Thriller (1982) y Bad (1987), siendo el segundo de dichos álbumes, el álbum más vendido de todos los tiempos y también el más vendido de la carrera de Jackson. 
Su interés musical abarcó géneros como el R&B y el jazz (swing y bop), con frecuente tendencia a su fusión. 
Asimismo, fue intérprete ocasional de trompeta y piano, y también cantante. Su carrera incluyó grabaciones con Frank Sinatra, la composición de bandas sonoras para películas y su labor como productor discográfico. Fue también productor de la canción «We Are the World» (1985).
Recibió el Grammy Legend Award, el Premio Kennedy, la Medalla Nacional de las Artes y la Legión de Honor, entre otras distinciones.

## Datos biográficos

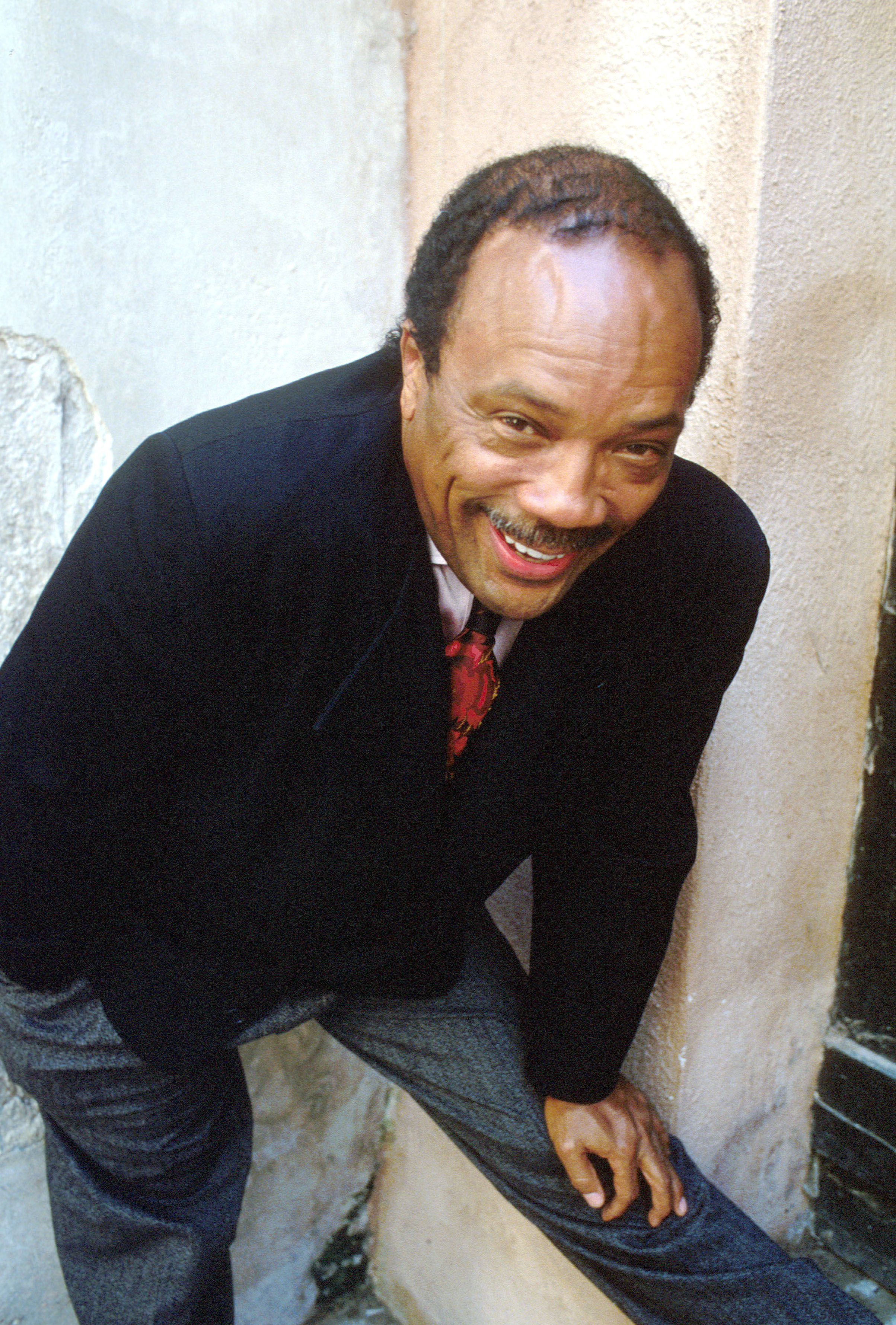
Quincy Jones en Venecia

Nacido en Chicago, su abuela paterna fue una antigua esclava de Louisville y su abuelo paterno, Caesar Jones, era hijo de un inmigrante galés. Fue el hijo mayor de Sarah Frances y el jugador de béisbol Quincy Delight Jones. Su familia se trasladó a Seattle cuando contaba 14 años. En la ciudad tocó la trompeta en clubes de soul. Tocó en la big band de Lionel Hampton y en la banda del Berklee College of Music en Boston, Massachusetts.[cita requerida]
En 1950 viajó a Nueva York, donde se dedicó a escribir, arreglar y grabar a bandas que tocaban en los clubes de jazz de la ciudad. Allí conoció y se relacionó con Thelonious Monk, Charlie Parker, Billie Holiday, Gene Krupa, Miles Davis y su íntimo amigo Ray Charles, a quien había conocido en Seattle de adolescente. En 1956 hizo una gira por el Medio Oriente y Sudamérica como trompetista de Dizzy Gillespie.[cita requerida]
A mediados de la década de 1950, se trasladó a París, estudió composición con Nadia Boulanger y Olivier Messiaen, trabó relación con Leonard Bernstein, Aaron Copland y Pablo Picasso y trabajó como director musical de Barclay Records y también como compositor y arreglista.[cita requerida]
En 1961 regresó a Nueva York, donde fue nombrado vicepresidente de Mercury Records, y fue uno de los primeros afroamericanos con esa posición en la industria del disco. En la compañía produjo a artistas como Peggy Lee, Tony Bennett y Sarah Vaughan. En 1963, recibió el primer Grammy por los arreglos de I Can’t Stop Loving You, grabado por la Count Basie Orchestra.[cita requerida]
En 1964, grabó la banda sonora de El prestamista, dirigida por Sidney Lumet. Asimismo compuso la música de las películas A sangre fría (1967), basada en el libro de Truman Capote y dirigida por Richard Brooks; La huida (1972), de Sam Peckinpah, y El color púrpura (1985), de Steven Spielberg, entre otras. Para televisión compuso para series como Ironside y The Cosby Show.[cita requerida]
Como director de big bands, que mantuvo para grabaciones en estudio, aunque raramente para actuaciones en directo, inició su carrera con dos discos de gran impacto en el mundo del jazz: How I feel about jazz y Birth of a band (1959). Más adelante, fichó por A&M Records donde grabó, en 1961, Quintessence. Influido por conceptos de jazz fusión, editó Walking In Space (1969) y Smackwater Jack (1971), que incluye entre otros temas la banda sonora del telefilm Ironside. En total, compuso la música para 73 películas y recibió 80 nominaciones al Premio Grammy.
Como productor, es recordado sobre todo por haber sido coproductor de los tres álbumes más famosos de Michael Jackson: Off the Wall, Thriller y Bad. Dirigió la orquesta de Frank Sinatra y produjo el último álbum de Sinatra con temas originales, no recopilatorio (L.A. is my Lady), así como el regreso a las tablas de la legendaria Lena Horne, en 1980. En 2001 publicó su autobiografía Q: The Autobiography of Quincy Jones.
Falleció el 3 de noviembre de 2024 en su residencia de Bel-Air, California a los 91 años de edad a causa de un cáncer de páncreas.

## Discografía
- 1962 Big Band Bossa Nova
- 1970 Gula Matari
- 1970 Walking in Space
- 1971 Smackwater Jack
- 1973 You've Got It Bad, Girl
- 1974 Body Heat
- 1975 Mellow Madness
- 1976 I Heard That!
- 1977 Roots

Logo de Quincy Jones Productions

- 1978 Sounds...And Stuff Like That!!
- 1981 The Dude
- 1984 The Birth of a Band, Vol. 1
- 1989 Back on the Block
- 1995 Q's Jook Joint
- 1999 Reel Quincy Jones
- 2000 Basie and Beyond
- 2004 Original Jam Sessions 1969
- 2011 Soul Bossa Nostra

## Premios y distinciones
Quincy alcanzó el récord de ser el artista que más nominaciones ha recibido para los Grammy, con un total de 79, y de ellas recibió 28 galardones, incluido el Grammy Legend Award, en reconocimiento a sus méritos musicales. Media docena de universidades le otorgaron doctorados honoris causa, y recibió muchísimos galardones, como el Premio Emmy por la música del episodio de apertura de Raíces, siete nominaciones al Óscar, el Premio Humanitario Jean Hersholt de la AMPAS y el Tony.[cita requerida]
Premios Óscar
| Año  | Categoría                        | Película                         | Resultado |
| ---- | -------------------------------- | -------------------------------- | --------- |
| 1968 | Mejor banda sonora               | A sangre fría                    | Nominado  |
| 1968 | Mejor canción original           | Cómprame ese hombre              | Nominado  |
| 1969 | Mejor canción original           | Un hombre para Ivy               | Nominado  |
| 1979 | Mejor banda sonora adaptada      | The wizard                       | Nominado  |
| 1986 | Mejor película                   | El color púrpura                 | Nominado  |
| 1986 | Mejor banda sonora               | El color púrpura                 | Nominado  |
| 1986 | Mejor canción original           | El color púrpura                 | Nominado  |
| 1995 | Premio Humanitario Jean Hersholt | Premio Humanitario Jean Hersholt | Ganador   |

Tony Awards
| Año  | Categoría              | Trabajo          | Resultado |
| ---- | ---------------------- | ---------------- | --------- |
| 2006 | Mejor musical          | The Color Purple | Nominado  |
| 2016 | Mejor musical revivido | The Color Purple | Ganador   |

Emmy Awards
| Año  | Categoría                                         | Trabajo                        | Resultado |
| ---- | ------------------------------------------------- | ------------------------------ | --------- |
| 1977 | Mejor logro en composición musical para una serie | Roots                          | Ganador   |
| 1995 | Mejor serie informativa                           | The History of Rock 'n' Roll   | Nominado  |
| 1996 | Mejor especial de variedades, música o comedia    | The 68th Annual Academy Awards | Nominado  |
| 1999 | Mejor tema principal                              | The PJs                        | Nominado  |

Globos de Oro
| Año  | Categoría              | Película                      | Resultado |
| ---- | ---------------------- | ----------------------------- | --------- |
| 1970 | Mejor canción original | The Time for Love Is Any Time | Nominado  |
| 1972 | Mejor canción original | Something More                | Nominado  |
| 1973 | Mejor banda sonora     | The Getaway                   | Nominado  |
| 1986 | Mejor banda sonora     | El color púrpura              | Nominado  |

Premios Grammy
| Año  | Categoría                                                                                        | Trabajo                                               | Resultado |
| ---- | ------------------------------------------------------------------------------------------------ | ----------------------------------------------------- | --------- |
| 1960 | Mejor arreglo                                                                                    | Let the Good Times Roll                               | Nominado  |
| 1960 | Mejor interpretación de jazz - grupo grande                                                      | The Great Wide World of Quincy Jones                  | Nominado  |
| 1961 | Mejor interpretación por una orquesta - para bailar                                              | I Dig Dancers                                         | Nominado  |
| 1962 | Mejor interpretación por una orquesta - para bailar                                              | Big Band Bossa Nova                                   | Nominado  |
| 1962 | Mejor composición original de jazz                                                               | Quintessence                                          | Nominado  |
| 1962 | Mejor arreglo instrumental                                                                       | Quintessence                                          | Nominado  |
| 1963 | Mejor arreglo instrumental                                                                       | I Can't Stop Loving You                               | Ganador   |
| 1963 | Mejor interpretación instrumental de jazz - grupo grande                                         | Quincy Jones Plays the Hip Hits                       | Nominado  |
| 1963 | Mejor interpretación por una orquesta - para bailar                                              | Quincy Jones Plays the Hip Hits                       | Nominado  |
| 1964 | Mejor interpretación instrumental de jazz - grupo grande o solista con grupo grande              | Quincy Jones Explores the Music of Henry Mancini      | Nominado  |
| 1964 | Mejor composición original de jazz                                                               | The Witching Hour                                     | Nominado  |
| 1964 | Mejor interpretación instrumental - no jazz                                                      | Golden Boy (versión de cuerdas)                       | Nominado  |
| 1964 | Mejor arreglo instrumental                                                                       | Golden Boy (versión de cuerdas)                       | Nominado  |
| 1967 | Mejor banda sonora original escrita para una película o un espectáculo de televisión             | In the Heat of the Night                              | Nominado  |
| 1969 | Mejor interpretación instrumental de jazz - grupo grande o solista con grupo grande              | Walking In Space                                      | Ganador   |
| 1969 | Mejor arreglo instrumental                                                                       | Walking In Space                                      | Nominado  |
| 1969 | Mejor tema instrumental                                                                          | Mackenna's Gold                                       | Nominado  |
| 1969 | Mejor banda sonora original escrita para una película o un especial de televisión                | Mackenna's Gold                                       | Nominado  |
| 1969 | Mejor banda sonora original escrita para una película o un especial de televisión                | The Lost Man                                          | Nominado  |
| 1970 | Mejor arreglo instrumental                                                                       | Gula Matari                                           | Nominado  |
| 1970 | Mejor composición instrumental                                                                   | Gula Matari                                           | Nominado  |
| 1970 | Mejor interpretación instrumental de jazz - grupo grande o solista con grupo grande              | Gula Matari                                           | Nominado  |
| 1970 | Mejor interpretación instrumental contemporánea                                                  | Soul Flower                                           | Nominado  |
| 1971 | Mejor interpretación instrumental de pop                                                         | Smackwater Jack                                       | Ganador   |
| 1972 | Mejor banda sonora original escrita para una película o un especial de televisión                | $ (Dollars)                                           | Nominado  |
| 1972 | Mejor interpretación instrumental de pop por un arreglista, compositor, orquesta y/o líder coral | Money Runner                                          | Nominado  |
| 1972 | Mejor arreglo instrumental                                                                       | Money Runner                                          | Nominado  |
| 1973 | Mejor arreglo instrumental                                                                       | Summer In the City                                    | Ganador   |
| 1973 | Mejor interpretación instrumental de pop                                                         | You've Got It Bad Girl                                | Nominado  |
| 1974 | Mejor interpretación vocal de pop por un dúo, grupo o coro                                       | Body Heat                                             | Nominado  |
| 1974 | Mejor interpretación instrumental de pop                                                         | Along Came Betty                                      | Nominado  |
| 1976 | Mejor composición instrumental                                                                   | Midnight Soul Patrol                                  | Nominado  |
| 1977 | Mejor composición instrumental                                                                   | Roots Medley (Motherland, Roots Mural Theme)          | Nominado  |
| 1977 | Mejor arreglo para voces                                                                         | Oh Lord, Come By Here                                 | Nominado  |
| 1977 | Mejor interpretación inspiracional                                                               | Oh Lord, Come By Here                                 | Nominado  |
| 1978 | Mejor arreglo instrumental                                                                       | The Wiz Main Title - Overture Part One                | Ganador   |
| 1978 | Mejor composición instrumental                                                                   | End of the Yellow Brick Road                          | Nominado  |
| 1978 | Mejor arreglo para voces                                                                         | Stuff Like That                                       | Nominado  |
| 1978 | Productor del año                                                                                | Quincy Jones                                          | Nominado  |
| 1979 | Productor del año                                                                                | Quincy Jones                                          | Nominado  |
| 1979 | Mejor grabación disco                                                                            | Don't Stop 'Til You Get Enough                        | Nominado  |
| 1980 | Mejor arreglo instrumental                                                                       | Dinorah, Dinorah                                      | Nominado  |
| 1980 | Productor del año (no clásico)                                                                   | Quincy Jones                                          | Nominado  |
| 1981 | Mejor interpretación vocal de R&B por un dúo o grupo                                             | The Dude                                              | Ganador   |
| 1981 | Álbum del año                                                                                    | The Dude (álbum)                                      | Nominado  |
| 1981 | Mejor arreglo en una grabación instrumental                                                      | Velas                                                 | Ganador   |
| 1981 | Mejor interpretación instrumental de pop                                                         | Velas                                                 | Nominado  |
| 1981 | Mejor arreglo instrumental acompañando voces                                                     | Ai No Corrida                                         | Ganador   |
| 1981 | Mejor álbum de espectáculo de elenco                                                             | Lena Horne - The Lady And Her Music, Live On Broadway | Ganador   |
| 1981 | Productor del año                                                                                | Quincy Jones                                          | Ganador   |
| 1982 | Productor del año                                                                                | Quincy Jones                                          | Nominado  |
| 1983 | Grabación del año                                                                                | Beat It                                               | Ganador   |
| 1983 | Álbum del año                                                                                    | Thriller                                              | Ganador   |
| 1983 | Mejor grabación para niños                                                                       | E.T. the Extra-Terrestrial con Someone in the Dark    | Ganador   |
| 1983 | Productor del año (no clásico)                                                                   | Quincy Jones y Michael Jackson                        | Ganador   |
| 1983 | Productor del año (no clásico)                                                                   | Quincy Jones                                          | Nominado  |
| 1983 | Mejor canción de rythms & blue                                                                   | P.Y.T. (Pretty Young Thing)                           | Nominado  |
| 1983 | Mejor interpretación instrumental de R&B                                                         | Billie Jean (versión instrumental)                    | Nominado  |
| 1984 | Mejor arreglo en un instrumental                                                                 | Grace (Gymnastic Theme)                               | Ganador   |
| 1984 | Mejor canción de rythms & blue                                                                   | Yah Mo B There                                        | Nominado  |
| 1985 | Grabación del año                                                                                | We Are the World                                      | Ganador   |
| 1985 | Mejor interpretación vocal de pop por un dúo o grupo                                             | We Are the World                                      | Ganador   |
| 1985 | Mejor video musical, formato corto                                                               | We Are the World                                      | Ganador   |
| 1985 | Álbum del año                                                                                    | We Are the World - USA for Africa/The Album           | Nominado  |
| 1987 | Álbum del año                                                                                    | Bad                                                   | Nominado  |
| 1987 | Productor del año (no clásico)                                                                   | Quincy Jones                                          | Nominado  |
| 1988 | Grabación del año                                                                                | Man in the Mirror                                     | Nominado  |
| 1989 | National Trustees Award - 1989                                                                   | National Trustees Award - 1989                        | Ganador   |
| 1990 | Álbum del año                                                                                    | Back on the Block                                     | Ganador   |
| 1990 | Mejor interpretación de rap por un dúo o grupo                                                   | Back on the Block                                     | Ganador   |
| 1990 | Mejor interpretación de fusión de jazz                                                           | Birdland                                              | Ganador   |
| 1990 | Mejor arreglo en un instrumental                                                                 | Birdland                                              | Ganador   |
| 1990 | Mejor arreglo instrumental acompañando voces                                                     | The Place You Find Love                               | Ganador   |
| 1990 | Productor del año (no clásico)                                                                   | Quincy Jones                                          | Ganador   |
| 1990 | Mejor interpretación instrumental de pop                                                         | Setembro (Brazilian Wedding Song)                     | Nominado  |
| 1991 | GRAMMY Legend Award                                                                              | GRAMMY Legend Award                                   | Ganador   |
| 1993 | Mejor interpretación de ensamble grande de jazz                                                  | Miles And Quincy Live At Montreux                     | Ganador   |
| 1993 | Mejor video musical - formato largo                                                              | Miles And Quincy Live At Montreux                     | Nominado  |
| 1996 | Mejor arreglo instrumental con acompañamiento de voces                                           | Do Nothin' Till You Hear From Me                      | Nominado  |
| 2001 | Mejor álbum hablado                                                                              | Q - The Autobiography Of Quincy Jones                 | Ganador   |
| 2001 | Mejor arreglo instrumental                                                                       | Soul Bossa Nova                                       | Nominado  |
| 2018 | Mejor película musical                                                                           | Quincy                                                | Ganador   |

## Filmografía
- Fantasia 2000 (1999) Él mismo presentando ("Rhapsody in Blue")